# Gobiopsis exigua
Gobiopsis exigua is een straalvinnige vissensoort uit de familie van grondels (Gobiidae). De wetenschappelijke naam van de soort is voor het eerst geldig gepubliceerd in 1979 door Lachner & McKinney.